# I remember you
《I remember you》是日本唱作女歌手YUI的第六張單曲碟，於2006年9月20日推出。並且首次推出了附有DVD的初回限定版。

## 收錄歌曲
1. I remember you
作詞・作曲：YUI　編曲：northa+
  - 同樣是以 YUI 參演的電影「太陽之歌」為主題，但以戀人藤代孝治的角度而寫的歌曲，另收錄於第二張專輯「CAN'T BUY MY LOVE」。
2. Cloudy 
作詞・作曲：YUI　編曲：northa+
  - 在創作首張專輯「FROM ME TO YOU」 時未被收錄之歌曲。
3. Good-bye days ～YUI Acoustic Version～
作詞・作曲：YUI　編曲：Akihisa Matsuura
  - 每張新單曲會收錄前一單曲的Acoustic Version。
4. I remember you ～Instrumental～

## 銷售紀錄
- 累積發售量：68781
- Oricon最高排名：第2名
- Oricon上榜次數：7次

| 發行          | 排行榜      | 最高位 | 總銷量 |
| ------------- | ----------- | ------ | ------ |
| 2006年9月20日 | Oricon 日榜 | 1      |        |
| 2006年9月20日 | Oricon 週榜 | 2      | 68,781 |